# Nesiacarus reticulatus
Nesiacarus reticulatus är en kvalsterart som beskrevs av Csiszár 1961. Nesiacarus reticulatus ingår i släktet Nesiacarus och familjen Lohmanniidae. Inga underarter finns listade i Catalogue of Life.